# Toy-Viam
Toy-Viam ist eine französische Gemeinde mit 35 Einwohnern (Stand 1. Januar 2022) im Département Corrèze in der Region Nouvelle-Aquitaine.

## Geografie
Die Gemeinde liegt im Zentralmassiv auf dem Plateau de Millevaches und somit auch im Regionalen Naturpark Millevaches en Limousin.
Tulle, die Präfektur des Départements, liegt ungefähr 50 Kilometer leicht südwestlich, Limoges etwa 70 Kilometer nordwestlich und Ussel rund 40 Kilometer südöstlich.
Nachbargemeinden von Toy-Viam  sind Tarnac im Norden und Osten, Bugeat im Süden sowie Viam im Südwesten und Westen.

### Verkehr
Der Ort liegt ungefähr 40 Kilometer nordwestlich der Abfahrt 23 der Autoroute A89.

## Wappen
Beschreibung: In Silber drei rote Felsen unter einem blauen Schildhaupt mit drei fünfstrahligen goldenen Sternen.

## Geschichte
Als Nutznießerin einer Schenkung des Vicomte d’Aubusson, errichtete die Abtei von Tulle hier um 1060 eine Kirche, um sie zum Zentrum einer neuen Gemeinde zu machen.

## Einwohnerentwicklung
| Jahr      | 1962 | 1968 | 1975 | 1982 | 1990 | 1999 | 2007 | 2016 |
| Einwohner | 41   | 66   | 69   | 56   | 56   | 28   | 31   | 37   |

## Sehenswürdigkeiten
- Die Kirche Saint-Jacques-le-Majeur, ein Sakralbau aus dem 14. Jahrhundert[2].